# Mario Bottazzi
Mario Bottazzi (* 10. Februar 1950 in Harvington, heute im Wyre Forest District, Vereinigtes Königreich) ist ein österreichischer Schauspieler, Musiker und Sänger, teils italienischer Abstammung.

## Leben
Bottazzi wuchs als Sohn eines Italieners und einer Niederösterreicherin in England auf. 1963 zog seine Familie nach Österreich. 1972 wurde er Schauspieler und Sänger im Theater an der Wien. Unter anderem mit Hansi Lang sang er in den 1970er Jahren in der Wiener Band Nostradamus (LP Aquarium bei shadoks music). 1979 spielte er im Wiener Theater der Jugend die Hauptrolle des Alfred in Günter Brödls Wem gehört der Rock’n’Roll?, zu dem Bottazzi Teile der Musik komponiert hatte. Im gleichen Jahr trat er zusammen mit Rainhard Fendrich in Erwin Halletz’ Die Gräfin vom Naschmarkt am Theater an der Wien auf. Mit Erich Götzinger schuf er das 1979 im Schauspielhaus Wien uraufgeführte Musical Gottlieb. Zusammen mit Hubert Kramar schuf er das Musical Zap's Flammende Lungen.
In den 1980er-Jahren wirkte Bottazzi in mehreren TV-Filmen wie Neon Mix (Regie: Peter Gruber, Buch: Günter Brödl) und Belle’s Paradise (1988, Regie: Ian MacNaughton, Buch: Günter Brödl) in Hauptrollen mit. Auch in der preisgekrönten Dokumentation Erik Satie – Falsche Fährten (1996, Regie: Felix Breisach, Buch: Christian Scheib) wirkte er mit.
1978 bis 1980 schrieb er einige Songs für die österreichische Synthie-Pop-Band Ganymed. 1983 textete er für Chip Digit & The Starkids den Song We Love I.T.I., der es in den österreichischen Charts auf Rang 17 brachte.
1983 stieg Bottazzi als Ersatz für Gert Steinbäcker bei der Ersten Allgemeinen Verunsicherung als Sänger, Pianist und Akteur ein. 1990 verließ er die Band, nachdem er schon 1984 zusammen mit Nina Rieger die Single Bella Bella Signorina und 1989 die Solosingle Urlaub veröffentlicht hatte. Seine Beweggründe für den Ausstieg schilderte er in einem Interview, das er 2006 dem EAV-Fanclub gab.

„ICH bin gegangen. Aus 2 Gründen. Erstens habe ich in der Band immer weniger zu tun bekommen. Und ich wollte kein Statist sein. Aber das ist ok. Wie gesagt: Kunst ist nicht demokratisch. Und zweitens haben mich das Tourneefahren und Rockstarleben schlicht und einfach nicht befriedigt. 250 Tage im Jahr unterwegs – das ist kein Leben.“

Sein Nachfolger bei der EAV war Andy Töfferl, der 2012 an den Folgen eines Herzinfarktes starb. 2005 bekam Bottazzi von der EAV das Angebot, zur 100 Jahre EAV-Tour als zweiter Pianist anzutreten, lehnte dieses aber aus terminlichen Gründen ab.
1987 gab Bottazzi im Künstlerhaustheater den Solo-Abend Geschichten von, über, mit und ohne Musik. 1989 schrieb er einige Songs für The Form, und 1990 textete er für Simone unter anderem Österreichs Beitrag zum Eurovision Song Contest 1990 Keine Mauern mehr. 1990 sang er das Titellied zu Niki Lists Film Ach Boris, das als Single veröffentlicht wurde. Nach dem Ausstieg aus der EAV arbeitete Bottazzi einige Jahre im Bereich der Lehrerfortbildung für Deutsch, Englisch und Musik. Er komponierte und sang die Lieder für das in Österreich weit verbreitete Englischunterrichtsbuch You & Me, und er verfasste die Deutschunterrichtsmateralien Rap’n learn: Deutsch-Grammatiktraining (Innsbruck, 2001). 1998 textete er für die Band c-bra.
2000 bis 2009 war er als Geschäftsführer der SemiNarren Trainer und Berater, und trat dabei auch als Wirtschaftskabarettist auf – unter anderem in der Kulisse Wien, im Theater Center Forum und im Wiener Metropol.

## Filmografie
- 1983: Neon Mix (Fernsehfilm)
- 1988: Belle’s Paradise (Fernsehfilm)
- 1988: Das Böse ist immer und überall: EAV – Die Chronik eines (un)sicheren Erfolges (Fernsehdokumentation)

## Schriften
- Mario Bottazzi, Gerhard Müller-Waldheim: Eargames. In: Musik & Bildung. 1/1993.